# サウスイーストメルボルン・フェニックス
サウスイーストメルボルン・フェニックス（South East Melbourne Phoenix）は、オーストラリアのNBLに所属するプロバスケットボールチームである。本拠地はメルボルンのメルボルン・アリーナと州立バスケットボールセンター。

## 歴史
2018年9月10日、NBLは2019–20シーズンより9番目のチームとして新規参入を発表
2019年10月3日、メルボルン・アリーナでのメルボルン・ユナイテッドとのメルボルンダービーで初戦。91–88で勝利。

## 主な歴代所属選手
- ジョン・ロバーソン （2019-2020）
- タイ・ウェスリー （2019-2020）
- ミッチ・クリーク （2019-2024）
- カイル・アドナム （2019-2023）
- アダム・ギブソン （2019-2021）
- ルーベン・テ・ランギ （2020-2024）
- ヤニー・ウェッツェル （2020-2021）
- トイ・スミス・ミルナー（2021-2023）
- ライアン・ブローコフ （2021-2023）
- リース・ヴァーグ (2023-2024)
- キース・ベンソン （2019-2020）
- キーファー・サイクス （2020-2021）
- ベン・モーア （2020-2021）
- ザビエル・マンフォード （2021-2022）
- ブランドン・アシュリー（2022）
- アラン・ウィリアムス (2022-2024)
- ゲーリー・ブラウン (2022-2024)
- 周琦 （2021-2022）
- トレイ・ケル (2022-2023)
- ジュニア・マドゥート (2022-2023)
- アブデル・ネイダー (2023-2024)